# Warhammer 40,000: Dawn of War II
Warhammer 40,000: Dawn of War II — стратегическая компьютерная игра, разработанная канадской студией Relic Entertainment и выпущенная компанией THQ для Windows в 2009 году. В 2016 году компания Feral Interactive портировала игру на macOS и Linux. Действие Dawn of War II происходит в фантастической вселенной Warhammer 40,000; она служит сюжетным продолжением Warhammer 40,000: Dawn of War. В однопользовательской кампании игры орден Кровавых Воронов — воинов-космодесантников на службе Империума — противостоит нашествию орков, а потом и флота-улья тиранидов. В отличие от предыдущей игры, в Dawn of War II нет строительства базы, но есть элементы, более характерные для компьютерных ролевых игр. В последующие годы Relic разработала и выпустила два дополнения к игре — Chaos Rising и Retribution. В 2017 году была выпущена игра-продолжение — Warhammer 40,000: Dawn of War III.

## Игровой процесс
Dawn of War II представляет собой стратегию в реальном времени. В отличие от предыдущей игры, Dawn of War II не содержит обычной для этого жанра механики строительства базы и показывает сражения в гораздо меньших масштабах: вместо большой армии с разнообразной военной техникой игрок управляет лишь несколькими отрядами солдат, которым противостоят такие же небольшие отряды противников. Успех в сражении требует от игрока принимать тактические решения и сочетать умения различных отрядов. Подобно Company of Heroes, другой игре студии Relic, Dawn of War II разрешает игроку разрушать здания и другие объекты на поле боя и включает в себя систему укрытий.
В конфликте принимают участие четыре стороны: космический десант, орки, эльдары и тираниды. В игре есть лишь одна сюжетная кампания — за космический десант. В кампании в промежутках между миссиями игрок возвращается на космический корабль, способный перемещаться между тремя доступными планетами; здесь можно изменить снаряжение бойцов. Игрок может выбрать в качестве следующей миссии как очередную важную сюжетную миссию, так и побочные задания — они отмечены маркерами на планетах; как сюжетные, так и побочные миссии невелики и редко длятся больше 15 минут.
Игроку доступно в общей сложности лишь шесть отрядов, каждый со своими характеристиками и умениями, и на каждую миссию игрок может взять лишь четыре отряда по своему выбору. Подобно компьютерным ролевым играм, Dawn of War II содержит разнообразное снаряжение для бойцов. Такое снаряжение, в том числе комплекты брони, оружие наподобие силовых топоров и болтеров, вспомогательные предметы вроде мельта-бомб, позволяющих взрывать вражескую технику и здания, выдается в награду за выполнение миссий или выпадает из убитых врагов. Выбор снаряжение для задания сильно влияет на характеристики и функциональность управляемых игроком солдат. Уничтожая врагов, выполняя задания и разбирая ненужное снаряжение, игрок получает очки опыта и уровни для персонажей — очки умений, выдаваемые с новыми уровнями, можно потратить на приобретение новых умений для отрядов. Максимальный уровень в игре — 20; в игре доступно множество различных умений, и в одном прохождении изучить все невозможно.
Оба основных режима в игре — кампания и схватка — включают в себя возможность игры по сети. В кампании игроки делят между собой бойцов и играют совместно против компьютера; режим схватки предлагает онлайн-матчи «один на один» или «трое против троих» с другими игроками или компьютером в качестве противника; при этом можно выбрать уровень сложности и любую из четырёх доступных в игре армий — тиранидов, эльдаров, космодесант или орков.

## Сюжет
Действие разворачивается в небольшом звёздном скоплении под названием подсектор Аврелия, находящемся на самом краю Империума. Именно из этих миров набирают новобранцев Кровавые вороны — один из орденов Космических Десантников Императора. В отсутствие основных сил ордена сектору угрожает вторжение орды орков.
Игра начинается, когда игрок, выступающий в роли Командора (в новеллизации игры за авторством Криса Роберсона его зовут Арамус, сержант, позже — капитан 4-й роты) — офицера Космодесанта, высаживается с тактическим отрядом сержанта Таркуса на пустынную планету Калдерис, чтобы помочь капитану Давиану Тулу и новобранцам под его командованием в неравном бою с орками. Отбив атаку зеленокожих, но упустив вражеского вожака Бэдзаппу, десантники отправляются на защиту важной деревни, которую удерживает отряд Опустошителей под командованием сержанта Авитуса. Объединившись с ними, а также со скаутами сержанта Цируса, десантники Командора спасают деревню от орков.
После победы они узнают об атаке орков ещё на две ключевые точки, что заставляет предположить наличие у налётчиков грамотного руководства. Выясняется, что оба командира этих отрядов орков, Гатренча и Скайкилла, недавно вместе с Бэдзаппой побывали в шахте Фелхаммер. На подходе к шахте космодесантники замечают разведчиков другой расы чужаков — Эльдар: экзарха пауков варпа и его свиту, но те исчезают. Затем десантники попадают в засаду орков, но на помощь приходят штурмовые десантники во главе с сержантом Фаддеем. В лагере возле самой шахты идёт сражение: орки Бэдзаппы напали на руководивших ими эльдар. Космодесантники вмешиваются в противостояние и истребляют всех ксеносов, но Бэдзаппа снова сбегает. Перед смертью варлок эльдар пытается сказать, что некий великий враг угрожает им всем, но бравые воины Императора остаются равнодушными к этим словам.
После этого десант отправляется в джунгли соседней планеты Тифон Примарис с целью уничтожить расположенную там базу эльдар, которые неизвестным образом блокируют связь с сектором тенью в варпе, и обеспечить разгром орочьей орды. Но Давиан Тул просит срочно вернуться на Калдерис, так как Бэдзаппа собрал силы и атаковал планетарную столицу Аргус. Бэдзаппа погибает, но в разгар сражения появляется ещё одна раса ксеносов: Флот-Улей Тиранид — сборище живых кораблей с миллиардами боевых организмов на борту, собирающееся поглотить всю органику, воду и атмосферу богатых жизнью планет для своего развития и размножения. Подобравшись незамеченными, передовые отряды тиранид наносят огромный урон и воин тиранид смертельно ранит капитана Тула, но десантникам всё же удаётся вырваться и эвакуироваться на орбиту.
Пока войска планеты Калдерис приходят в себя после появления нового врага, основные силы Флота-Улья надвигаются на подсектор Аврелия. Космодесантники проводят ряд успешных операций, но в конечном итоге всё это бессмысленно: подбирающийся Флот-Улей сметёт имеющиеся в подсекторе силы и опустошит его, превратив цветущие миры в безжизненные глыбы камня. План эльдар наводнить подсектор орками и столкнуть их орды с полчищами тиранид не увенчался успехом. Воронам удаётся подать сигнал о помощи, и на связь выходит капитан Габриэль Ангелос — командующий флотом ордена с борта боевой баржи «Литания Ярости». К сожалению, возможные подкрепления слишком далеко, и бойцам в подсекторе придётся полагаться только на свои силы и удерживать Флот-Улей сколько удастся.
Меридиан, наиболее развитая планета подсектора, погружается в хаос из-за непрерывных диверсионных операций эльдар. Космодесантники начинают охоту за эльдарами и выясняют, что руководит ими Видящая искусственного мира Ультве по имени Идранэль Нил. После неизбежного, как сочли эльдар, опустошения подсектора Аврелия, Флот-Улей отправился бы питаться миром-кораблём Ультве. Видя истребление орочьих орд, Идранэль выводит из строя человеческие системы слежения, заманивает большую часть Флота-Улья на Меридиан и собирается взорвать всю планету вместе с людьми и тиранидами, перегрузив реакторы огромного производственного комплекса «Кузница Ангела», чтобы выиграть время для своего народа. Космодесантники убивают Видящую и срывают её план, продолжая свою обречённую борьбу.
Впрочем, Габриэль Ангелос сообщает, что у сил подсектора есть иная возможность уничтожить Флот-Улей, или хотя бы ослабить его. Если добыть чистый генный образец био-токсинов тиранид, то в Кузнице Ангела на Меридиане можно будет создать мощный яд, смертельный для всех форм жизни Тиранид, а также создать противоядие для капитана Тула, которого впоследствии возрождают в виде Дредноута. Находясь в шаге от поражения, Кровавые Вороны успевают создать необходимое вещество и с помощью захваченной астрономической станции на планете Тифон Примарис определить, что вводить его требуется в каналы питания Флота-Улья, который вошёл в атмосферу Тифона и начал поглощать её.
Ангелос выходит на связь в последний раз. Продвижение кораблей с подкреплениями крайне затруднено, так как попытки пробиться через Тень в Варпе, отбрасываемую Флотом-Ульем, убивают навигаторов одного за другим. Флот ордена может навеки затеряться в Имматериуме или оказаться без связи в межзвёздном пространстве за тысячи лет обычного полёта от ближайшей системы Империума, но космодесантники идут на этот риск, чтобы помочь боевым братьям.
Оставшиеся защитники подсектора Аврелия объединяют силы и штурмуют Тифон Примарис. Им удаётся пробиться к пищевым каналам и ввести яд, но к этому времени крейсер Кровавых Воронов «Армагеддон» на орбите уже уничтожен. Яд действует превосходно, но часть тиранидов, избежавших контакта с ним, всё же выживает. Горстка космодесантников и остатки имперских гвардейцев готовятся принять последний бой, когда на орбиту, пробившись через ослабевшую Тень, из Варпа вываливается флот во главе с Ангелосом и вступает в бой с ослабевшим Флотом-Ульем. Высадившиеся на Тифон космодесантники идут в атаку на войска Тиранид и убивают Альфа-Тирана Улья, являющегося одним из узлов коллективного разума тиранид.
Флот Кровавых Воронов истребляет беспорядочно отступающие живые корабли. Тираниды терпят сокрушительное поражение, а Габриэль размышляет о том, что Император создал Космических Десантников для борьбы с бесчисленными ужасами галактики, как воинов, готовых для защиты человечества бороться до победного конца. Такими воинами и являются Командор и его ударный отряд.

## Разработка игры
19 января 2009 года Relic объявила о том, что Warhammer 40,000: Dawn of War II отправилась в печать («на золото»).
Бета-тестирование игры стартовало 21 января 2009 года, и продлилось вплоть до выхода игры 19 февраля. В первом тестировании участвовали те игроки, которые купили дополнение Warhammer 40,000: Dawn of War: Soulstorm.
Только 27 января бета-тестирование стало доступно широкому кругу игроков.
Dawn of War II использует улучшенную версию Essence Engine — Essence Engine 2.0. Essence Engine 1.0 использовался для создания Relic игры Company of Heroes, а также 2 дополнениях к ней: Company of Heroes: Opposing Fronts и Company of Heroes: Tales of Valor.
Многопользовательский режим в игре первоначально было реализован через Games for Windows — Live (GFWL) и требовал регистрации в этой системе; благодаря GFWL в игре были реализованы система подбора соперников TrueSkill, голосовая связь, достижения и список друзей. Dawn of War II стала одной из первых игр, выпущенных исключительно для персонального компьютера, в которых использовались численные очки достижений. GFWL создавала множество проблем и для игроков, и разработчиков, и студия Relic отказалась от её использования в дополнении Retribution, выпущенном в 2011 году — вместо этого использовалась платформа Steamworks от компании Valve. В 2014 году Relic перевела на Steamworks и саму игру Dawn of War II; рейтинги игроков и достижения были перенесены в Steam. Со сменой сетевой платформы из игры исчезли некоторые ранее доступные функции, как поддержка игры по локальной сети, режим рефери или возможность ставить игру на паузу в многопользовательском режиме.

## Дополнения

### The Last Stand
14 октября 2009 года Relic через Steam бесплатно выпустила дополнение к игре. Оно вышло как часть патча 1.8.0 и было названо The Last Stand (с англ. — «Последний рубеж»). В игру был добавлен полноценный режим.
В нём 3 игрока собираются в команду; при этом каждый из них может выбрать себе одного из трех героев (Мек орков, Космодесантник и Видящая Эльдар) и снабдить его артефактами на свой вкус. С выходом Chaos Rising, стали доступны ещё 2 героя: тиранидский Тиран Улья и хаоситский колдун Тзинча. С выходом Retribution стал доступен Лорд-генерал и новая арена с вулканической поверхностью. 20 октября 2011 вышло DLC, в котором был добавлен командир Тау (при том, что сама раса Тау так и не была добавлена в игру). Герои находятся на арене, на которую через ворота надвигаются волны врагов (всего их 20). С уничтожением волн, герои получают опыт и артефакты.

### Chaos Rising
Первое дополнение к игре, названное Chaos Rising было анонсировано 18 сентября 2009 года в подкасте игрового журнала.
На ежегодном мероприятии — UK Games-Workshop Games Day, было объявлено о том, что дополнение станет доступным в марте 2010 года. Релиз игры состоялся 12 марта.

### Retribution
Второе дополнение было анонсировано 17 августа 2010 года, датой его выхода стало 4 марта 2011 года.

## Рецензии

### Зарубежная игровая журналистика
| Сводный рейтинг    | Сводный рейтинг               |
| Агрегатор          | Оценка                        |
| ------------------ | ----------------------------- |
| GameRankings       | 85,14 %                       |
| Metacritic         | 85 %(на основе 65 рецензий)   |
| Иноязычные издания |                               |
| Издание            | Оценка                        |
| 1UP.com            | A-                            |
| Eurogamer          | 8/10                          |
| GamePro            | [ 17 ]                        |
| GameSpot           | 8,5/10                        |
| GameSpy            | [ 19 ]                        |
| IGN                | 9/10                          |
| Good Game          | Single Player · Multiplayer · |

Dawn of War II получила в основном положительный приём, набрав 85 % на агрегаторе рецензий Metacritic.com. Большая часть рецензентов похвалила игру за изменившийся геймплей и красивую графику, и критиковала за малое количество карт для мультиплеера и повторяемость миссий в игровой кампании.
Gamespy похвалил разработчиков за удаление строительства базы и создание «маловероятного на вид гибрида» из RTS и RPG жанров. Однако раскритиковал одиночную кампанию из-за наличия миссий, происходящих на тех же самых картах, что «заставляет чувствовать их одинаковость к концу кампании». Критика была также нацелена на появление в игре Тиранидов, поскольку «фактическая борьба с ними […] не приводит в восторг», но рецензент похвалил многопользовательский режим и введение логистики, назвав это «гениальным ходом».
1up.com также похвалил «изобретательные дополнения», тактический выбор, позволяющий выбирать воинские отряды и переформатировавший игру. Но обозреватель раскритиковал непрерывное использование одинаковых карт в однопользовательской игре.

### Российская игровая пресса
Крупнейший российский портал игр Absolute Games поставил игре 77 %. Обозреватель отметил неплохую графику и мультиплеер игры. К недостаткам была отнесена слабая одиночная кампания. Вердикт: «Dawn of War 2 близка к идеалу, но на финишной прямой силы будто оставили разработчиков».
Игромания поставила игре 8.0 баллов из 10-ти, сделав следующее заключение: «В одиночной кампании Dawn of War 2 выглядит как бесхитростная action/RPG, и это довольно странно. Зато здесь есть яростный мультиплеер и уникальная возможность увидеть, как огромного орка распиливают на части бензопилой».
Страна Игр поставила игре 9.0 из 10-ти баллов. К достоинствам были причислены изменённый игровой процесс и проработанный игровой мир. К недостаткам отнесли плохо разработаную одиночную кампанию. Вердикт: «Безумно красивый интерактивный фильм про войну в космосе».
Журнал Лучшие компьютерные игры поставил игре 90 % из 100, наградив её орденом. Им награждаются игры, немного не дотянувшие до шедевра. Вердикт: «Relic сделали ещё один шедевр. И вновь — сетевой. Кампания кажется лишь тренировкой перед командными битвами».

## Саундтрек
Музыкальное оформление игры было подготовлено Дойлом В. Донеху.
29 апреля 2009 года саундтрек был издан компанией Relic Entertainment и, спустя некоторое время, официально опубликован в свободном доступе.
Все треки были созданы Донеху, кроме 20-го — над ним работал Нооби Нообинсон.

Обложка саундтрека

| №   | Название                                                                   | Длительность |
| --- | -------------------------------------------------------------------------- | ------------ |
| 1.  | «There Is Only War (Opening Title)»                                        | 2:54         |
| 2.  | «Angels of Death (Space Marine Theme)»                                     | 3:02         |
| 3.  | «Primarch’s Honour»                                                        | 4:36         |
| 4.  | «No Mercy No Respite»                                                      | 4:39         |
| 5.  | «March of the Waaagh! (Ork Theme)»                                         | 3:04         |
| 6.  | «Purge the Xeno Scum»                                                      | 4:39         |
| 7.  | «Forged In Battle»                                                         | 4:39         |
| 8.  | «Ancient Rites (Eldar Theme)»                                              | 3:04         |
| 9.  | «The Green Horde Rises»                                                    | 4:40         |
| 10. | «Khaine’s Wrath»                                                           | 4:35         |
| 11. | «Attack of the Heretics»                                                   | 4:38         |
| 12. | «Xeno Presence (Tyranid Theme)»                                            | 3:04         |
| 13. | «For the Craftworld»                                                       | 4:41         |
| 14. | «They Come In Waves and We Push Them Back»                                 | 4:40         |
| 15. | «The Great Devourer»                                                       | 4:36         |
| 16. | «To Battle Brothers»                                                       | 4:42         |
| 17. | «Hunting the Hive Tyrant»                                                  | 4:42         |
| 18. | «The Emperor’s Victory»                                                    | 2:05         |
| 19. | «Show Me What Passes for Music Among Your Misbegotten Kind (Credits Roll)» | 13:31        |
| 20. | «Meridian Nights (Noobie’s Grim Dark Future Remix)»                        | 2:36         |

## Продажи
Летом 2018 года, благодаря уязвимости в защите Steam Web API, стало известно, что точное количество пользователей сервиса Steam, которые играли в игру хотя бы один раз, составляет 2 492 053 человека, а в дополнение Chaos Rising — 1 285 276 человек.